# Eupithecia psiadiata
Eupithecia psiadiata là một loài bướm đêm trong họ Geometridae.